# Commune (Espagne)
Pour les articles homonymes, voir Commune (homonymie).
La commune (en espagnol municipio) est, en Espagne, « l'entité de base de l'organisation territoriale de l'État ». La loi 7/1985 du 2 avril 1985, portant sur la régulation des bases du régime local « Ley reguladora de las Bases del Régimen Local », définit et précise les fonctions des différentes entités locales : commune (municipio), province (provincia), île des archipels des îles Baléares et des îles Canaries, comarque (comarca), aire métropolitaine (área metropolitana) et groupement de communes (mancomunidad de municipios).

## Présentation générale
La Constitution espagnole indique dans son article 137 : « L'État distribue son territoire entre les communes, les provinces et les communautés autonomes qui se constituent. Toutes ces entités jouissent de l'autonomie pour gérer leurs intérêts propres. »
La loi du 2 avril 1985 indique que la commune « a une personnalité juridique et toute capacité pour la réalisation de ses actions » et que ses éléments constitutifs sont « son territoire, sa population et son organisation ».

## Organes de gouvernance
Les organes de gouvernance sont :
- le maire (alcalde) ;

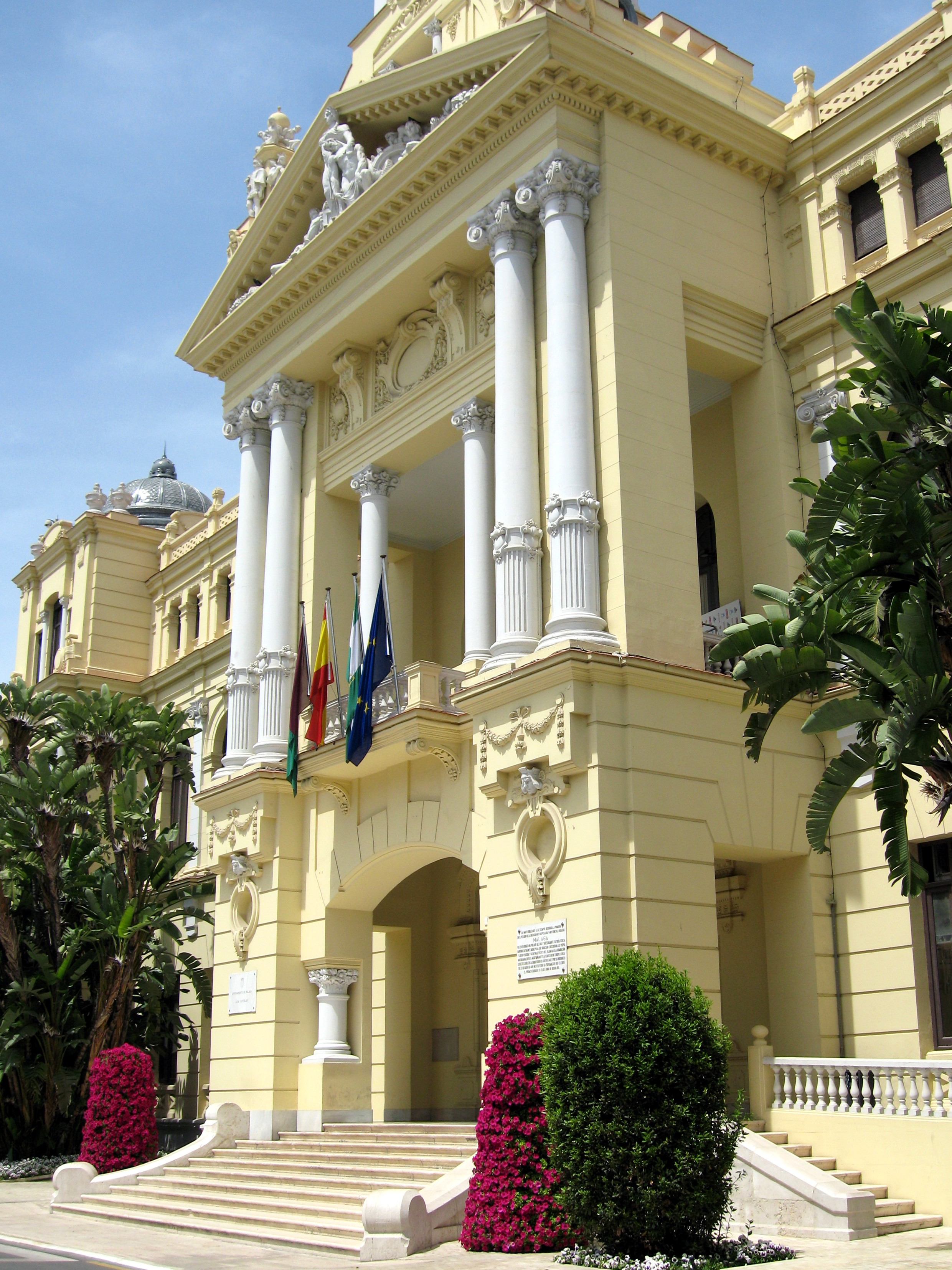
L'hôtel de ville de Malaga, où siège le conseil municipal de la ville.

- les adjoints au maire (tenientes de alcalde) ;
- le conseil municipal (pleno) ;
- le conseil de gouvernement local (Junta de Gobierno Local), pour les communes de plus de 5 000 habitants ou pour les communes plus petites si un règlement organique ou une décision du conseil municipal le prévoit ;
- la commission spéciale des suggestions et plaintes (Comisión Especial de Sugerencias y Reclamaciones), pour les communes de grande population (municipios de gran población) (voir ci-après) ou pour les communes plus petites si un règlement organique ou une décision du conseil municipal prise à la majorité absolue le prévoit ;
- la commission spéciale des comptes (Comisión Especial de Cuentas) ;
- tout organe complémentaire défini par les lois des communautés autonomes ;
- tout organe complémentaire défini par un règlement organique de la commune en conformité avec les dispositions de la loi 7/1985 ou des lois de la communauté autonome dont dépend la commune.

### Élection du maire
Le maire est élu par le conseil municipal, parmi les conseillers municipaux ayant occupé la première place de leurs listes respectives. Est élu maire celui qui recueille le soutien de la majorité absolue des conseillers. Si aucun candidat n'atteint cette majorité, le conseiller municipal ayant occupé la première place de la liste qui a recueilli le plus grand nombre de suffrages est proclamé maire.

## Communes de grande population
Les communes de grande population sont définies au titre 10 de la loi 7/1985 comme étant :
- communes de plus de 250 000 habitants ;
- communes capitales de provinces de plus de 175 000 habitants ;
- communes capitales de communauté autonome ou sièges des institutions autonomiques ;
- communes de plus de 75 000 habitants qui présentent des spécificités économiques, sociales, historiques ou culturelles.

Dans ces communes de grande population, le conseil municipal fait l'objet d'une organisation spécifique et dispose d'attributions particulières, c'est également le cas du maire, comme du conseil de gouvernement local. Ces communes doivent disposer de districts avec des organes de gestion déconcentrés. Des organes complémentaires existent également comme le Conseil juridique, le Conseil social de la cité, le Défenseur des droits citoyens.
Les communes de grande population sont les suivantes :
- Andalousie : Algésiras, Almería, Cadix, Cordoue, Dos Hermanas, El Ejido, Grenade, Huelva, Jaén, Jerez de la Frontera, Marbella, Malaga, El Puerto de Santa María, San Fernando, Séville ;
- Aragon : Saragosse ;
- Asturies : Gijón, Oviedo ;
- Îles Baléares : Palma de Majorque ;
- Îles Canaries : Las Palmas de Gran Canaria, San Cristóbal de La Laguna, Santa Cruz de Tenerife, Telde ;
- Cantabrie : Santander ;
- Castille-et-León : Burgos, León, Salamanque, Valladolid ;
- Castille-La Manche : Albacete, Ciudad Real, Cuenca, Guadalajara, Talavera de la Reina, Tolède ;
- Catalogne : Barcelone, L'Hospitalet de Llobregat ;
- Estrémadure : Badajoz, Cáceres, Mérida ;
- Galice : La Corogne, Lugo, Orense, Pontevedra, Saint-Jacques-de-Compostelle, Vigo ;
- La Rioja : Logroño ;
- Communauté de Madrid : Alcalá de Henares, Alcobendas, Alcorcón, Fuenlabrada, Getafe, Leganés, Madrid, Móstoles, Parla, Pozuelo de Alarcón, Torrejón de Ardoz ;
- Région de Murcie : Carthagène, Lorca, Murcie ;
- Navarre : Pampelune ;
- Communauté autonome du Pays basque : Bilbao, Saint-Sébastien, Vitoria-Gasteiz ;
- Communauté valencienne : Alicante, Castellón de la Plana, Elche, Torrevieja, Valence.

## Élections municipales
Le nombre de conseillers municipaux dépend (comme en France) de la taille des communes, comme suit :
| Nombre d'habitants   | Conseillers municipaux |
| -------------------- | ---------------------- |
| moins de 100         | 3                      |
| De 101 à 250         | 5                      |
| De 251 à 1 000       | 7                      |
| De 1 001 à 2 000     | 9                      |
| De 2 001 à 5 000     | 11                     |
| De 5 001 à 10 000    | 13                     |
| De 10 001 à 20 000   | 17                     |
| De 20 001 à 50 000   | 21                     |
| De 50 001 à 100 000  | 25                     |
| De 100 001 à 300 000 | 27                     |
| De 300 001 à 500 000 | 29                     |
| De 500 001 à 700 000 | 31                     |
| De 700 001 à 900 000 | 33                     |

Les villes de Barcelone (1 600 000 habitants) et Madrid (3 200 000) ont respectivement 41 et 57 conseillers municipaux.
Les élections municipales se déroulent le 4e dimanche de mai, tous les quatre ans.
Les citoyens des pays de l'Union européenne qui habitent en Espagne disposent d'un droit de vote et d'éligibilité en accord avec la directive européenne 94/80/CE.
Les immigrés d'une quinzaine de pays extracommunautaires ont un droit de vote en vertu d'un accord de réciprocité. Il s'agit des pays suivants : Argentine, Bolivie, Brésil, Burkina Faso, Cap-Vert, Chili, Colombie, Corée du Sud, Équateur, Islande, Nouvelle-Zélande, Paraguay, Pérou, Trinité-et-Tobago, Uruguay, Venezuela.

## Terminologie dans les différentes langues officielles d'Espagne
| espagnol                       | catalan                               | galicien             | basque                | occitan aranais                  | français                                 |
| ------------------------------ | ------------------------------------- | -------------------- | --------------------- | -------------------------------- | ---------------------------------------- |
| Municipio                      | Municipi                              | Municipio / Concello | Udalerri              | Municipi                         | Commune, municipalité                    |
| Ayuntamiento                   | Ajuntament                            | Concello             | Udal                  | Ajuntament                       | Mairie                                   |
| Alcalde                        | Alcalde / Batlle                      | Alcalde              | Alkate                | Alcalde / Baile                  | Maire / bourgmestre                      |
| Teniente de alcalde            | Tinent/a d'alcalde Tinent/a de batlle | Tenente de alcalde   | Alkateorde            | Tinent d'alcalde Tinent de baile | Adjoint(e) au maire Échevin              |
| Comisión de gobierno           | Comissió de govern                    | Comisión de goberno  | Gobernu batzorde      | Comission de govèrn              | Commission de gouvernement               |
| Pleno                          | Ple                                   | Pleno                | Plenoa / Osoko bilkur | Plen                             | Conseil municipal Conseil communal       |
| Concejal                       | Regidor                               | Concelleiro          | Zinegotzi             | Còsso                            | Conseiller municipal Conseiller communal |
| Casa Consistorial (ou alcadía) | Casa de la Vila/Casa de la Ciutat     | Casa do Concello     | Udaletxe              | Casa dera Vila                   | Hôtel de ville, mairie Maison communale  |

1. ↑  Les communes des Asturies reçoivent officiellement la dénomination traditionnelle de concejo/concejos en espagnol et conceyu/conceyos en asturien.

## Entités de niveau territorial inférieur à la commune
Certaines communautés autonomes ont défini des entités de niveau territorial inférieur à la commune (Entidad de ámbito territorial inferior al municipio ou EATIM et EATIMES au pluriel). On parle également d'entités locales mineures (entidades locales menores).
En septembre 2013, il existait en Espagne 3 719 entités de niveau territorial inférieur à la commune. Les provinces qui en ont le plus grand nombre sont la province de León avec 1 232 entités, puis la province de Burgos avec 651, la Cantabrie avec 524, la Navarre avec 348 et l'Alava avec 335. À l'opposé, il n'en existe pas dans les provinces de La Corogne, de Lugo, de Gérone, de Las Palmas, de Santa Cruz de Ténérife, dans la Région de Murcie ni dans les villes autonomes de Ceuta et de Melilla.

## Création et disparition d'une commune
Chaque commune doit appartenir à une seule province. Pour créer ou supprimer une commune ou pour modifier le territoire municipal (término municipal), il faut se référer aux législations spécifiques aux communautés autonomes. En aucune manière une modification des limites communales ne peut entraîner une modification des limites provinciales. Dans tous les cas, les municipalités concernées sont consultées ainsi que le Conseil d'État espagnol ou une institution équivalente de la communauté autonome. La demande doit être également communiquée à l'Administration Générale de l'État (AGE).
La création de nouvelles communes ne peut être réalisée que sur la base de noyaux de population déjà existants. Les municipalités résultantes doivent pouvoir compter sur des ressources suffisantes et ne pas entraîner une baisse dans la qualité des services publics offerts.
L'État et les communautés autonomes peuvent inciter à la fusion de communes afin d'en améliorer la gestion.

## Communautés de communes
Les communes peuvent s'associer librement en communautés de communes (mancomunidades en espagnol), afin de gérer en commun des problèmes locaux (problèmes sociaux, éducatifs, culturels, sportifs, de santé, approvisionnement en eau, etc.).

### Sources et bibliographie
- (es) Cet article est partiellement ou en totalité issu de l’article de Wikipédia en espagnol intitulé « Municipio de España » (voir la liste des auteurs).
- (es) « Ley 7/1985, de 2 de abril, Reguladora de las Bases del Régimen Local (Loi 7/1985 du 2 avril de régulation des bases du régime local) », sur www.boe.es, BOE, 2 avril 1985 (consulté le 6 mars 2015)
- (es) Varaciones de los municipios de España desde 1842, Ministerio de administraciones públicas, octobre 2008, 364 p. (lire en ligne) [PDF]
- (es) José Antonio Martín Pallín, « Las ocho mil Españas », El País,‎ 22 novembre 2010 (ISSN 1697-9397, lire en ligne, consulté le 19 février 2014)

 : document utilisé comme source pour la rédaction de cet article.